# 원죄 없는 잉태
마리아의 원죄 없는 잉태(라틴어: Immaculata conceptio)는 예수의 어머니 마리아가 잉태되었을 때 원죄에 조금도 물들지 않았다고 보는 기독교의 마리아론 중 하나로, 현재 로마 가톨릭교회에서만 공식적인 교리로 인정되고 있다. 또 다른 말로는 무염시태(無染始胎)라고 한다. 원죄 없이 잉태된 동정 마리아는 성 요셉과 더불어 공동 수호성인이기도 하다. 마리아의 원죄 없는 잉태는 초대 교회 때부터 내려온 그리스도인들의 신앙 고백이며, 1854년 12월 8일 교황 비오 9세는 회칙 《형언할 수 없는 하느님》(Ineffabilis Deus)을 통해 마리아가 원죄 없이 잉태되었음을 믿을 교의로 장엄하게 선포하였다.

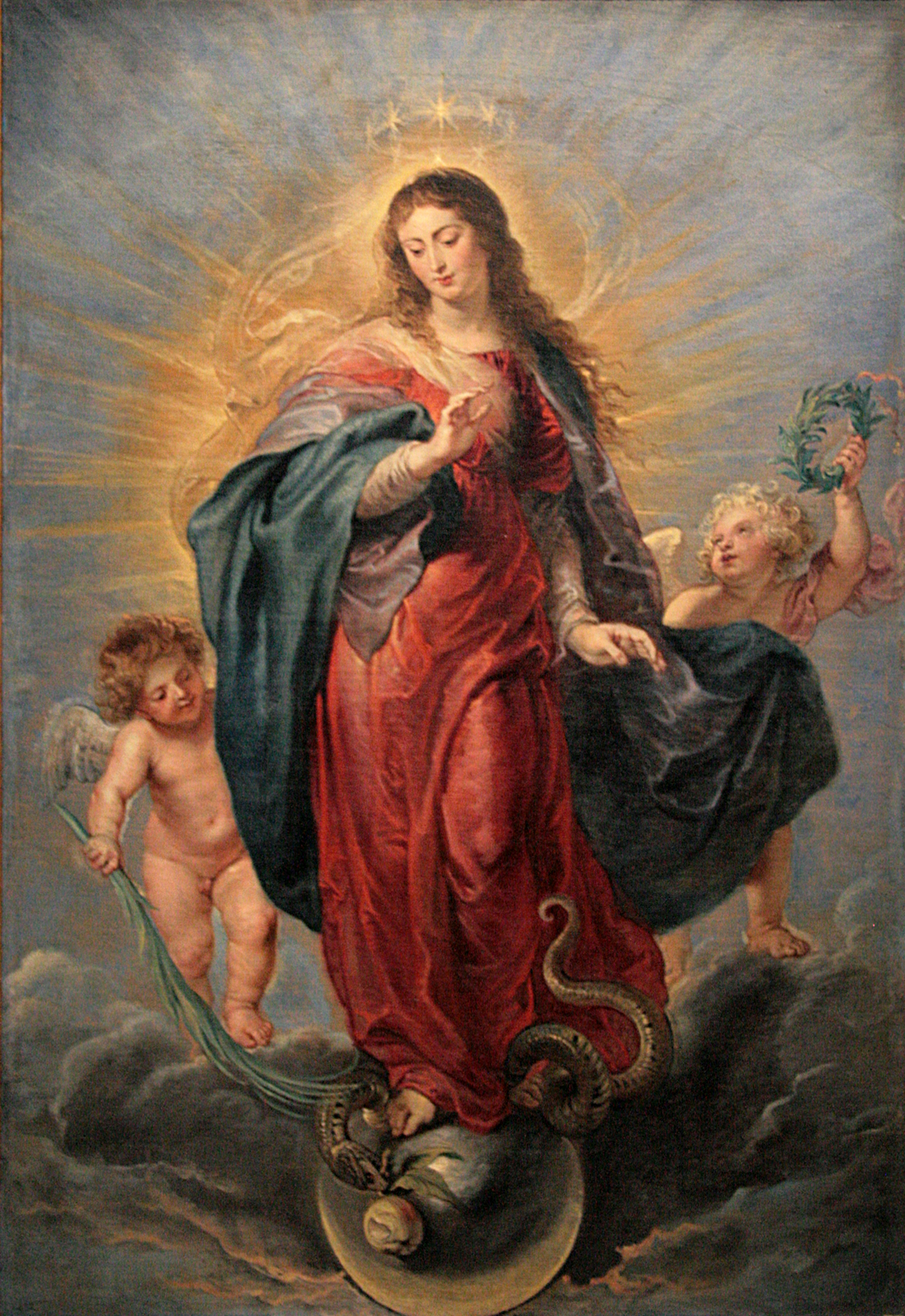
마리아의 원죄 없는 잉태

무염시태 교의에 따르면, 마리아는 특별히 그 어머니의 모태에 잉태된 첫 순간부터 전지전능한 하느님의 특별한 은총과 특전을 받아 인류의 구원자 예수 그리스도가 세울 공로를 미리 입어 아무런 흠(원죄) 없이 완벽하게 보호를 받았다. 그리하여 원죄를 지니고 태어나는 다른 모든 인간이 세례를 받음으로써 받는 하느님의 은총을 마리아는 처음 존재할 때부터 이미 충만히 받았다는 것이다. 로마 가톨릭교회는 또한 마리아가 살아생전에 본죄 또한 짓지 않았다고 가르친다. 로마 가톨릭교회에서는 하느님의 아들인 예수가 마리아의 몸속에 잉태되어 육화되었기 때문에 마리아도 원죄로부터 완전히 자유로운 깨끗한 인간이었다고 보는 것이 마땅하다고 가르친다. 즉 예수의 탄생을 위해 하느님이 미리 마리아가 원죄 없는 존재가 되도록 은총으로 도왔다는 것이다.

## 교의
마리아에 대한 원죄없는 잉태 개념은 가톨릭 교회의 4대 마리아론 중 하나인데, 그것은 신적으로 밝혀진 진리로서, 그것을 부정하는 것은 이단으로 간주된다. 1854년 교황 비오 9세가 정의한 바, 마리아가 하느님의 어머니로서의 역할을 통해 원죄의 오점으로부터 해방되어 잉태되었다고 기술하고 있다.

우리는 가장 축복받은 성모 마리아가 전능하신 하느님이 부여한 특별한 은혜와 특권을 통해, 인류의 구세주 예수 그리스도의 공덕에 비추어, 원죄의 모든 얼룩에서 벗어났다고 선언하고, 발음하고, 정의하고 있는 교리가 하느님께서 밝힌 교리임을 선언하고 정의한다. 그러므로 모든 신자들에게 확고하고 끊임없이 믿어야 한다.

19세기 이후 교회가 선포한 신성한 진리의 의미를 교의가 가지게 되었고, 따라서 신자들에게 항상 구속력을 갖게 되었다. 무염시태 개념은 오직 마리아의 원죄로부터의 자유만을 주장하는 반면, 1545년에서 1563년 사이에 열린 트리엔트 공의회는 개인의 죄로부터 자유도 확인하였다.

## 교의의 역사
마리아의 어머니 안나에 대한 기록은 2세기 외경인 《야고보 복음서》에서 처음으로 나타난다. 《야고보 복음서》의 저자는 그리스 영웅들의 어린 시절 이야기에서 소재를 차용했으며, 예수의 외할머니인 안나의 이야기는 성경의 한나의 보다 온화한 이야기에서 영감을 받았다. 한나는 노년에 사무엘을 잉태했는데, 이는 마리아의 기적적인 탄생을 보다 특별한 이야기로 재현한 것이다. 안나와 그녀의 남편 요아킴은 불임이었지만, 하느님께서 그들의 기도를 들으시고 마리아를 잉태하게 하셨다는 것이 야고보 복음서의 내용이다. 스티븐 J. 슈메이커에 따르면, 《야고보 복음서》에서 마리아의 잉태는 안나와 요아킴 사이의 성관계 없이 일어난 것으로 묘사되는데, 이는 마리아의 신성한 순결함을 지속적으로 강조하는 《야고보 복음서》의 특징과 잘 맞아떨어진다. 그러나 여기서 무염시태의 교리가 직접적으로 언급되지는 않는다. 《야고보 복음서》의 저자가 《누가복음》에 등장하는 세례자 요한의 잉태 이야기에서 마리아의 잉태 이야기를 차용한 것으로 보기도 한다. 동방 정교회는 "마리아는 우리 모두가 잉태되는 방식으로 그녀의 부모에 의해 잉태되었다"고 믿는다.
유스티노 순교자, 이레네우스, 예루살렘의 키릴루스는 마리아를 원죄에 물들지 않은 순결하고 부패하지 않은 존재로, 즉 '새로운 이브'로 보는 사상을 발전시켰다고 분석된다. 시리아의 에프렘 역시 “예수님, 당신의 모친은 홀로 가장 아름다우신 분, 당신이 티 없으시니, 모친 또한 흠 없으시도다.”라는 시를 지으며 마리아를 타락 이전의 이브처럼 순수한 존재로 보았다.
암브로시우스는 마리아의 무(無)부패성을 주장하며, 그녀의 동정을 은총과 죄로부터의 면역 덕분이라고 설명하였다. 안티오키아의 주교 세베루스 또한 마리아의 순결함과 무흠함을 인정하였다.
다마스쿠스의 요안니스는 성부의 초자연적인 영향력이 마리아의 부모에게까지 미쳤다고 주장하며, ‘하느님께서 창조하신 티 없이 깨끗한 최고의 피조물’로써 마리아가 잉태되는 과정에서 그들이 성령에 의해 정결하게 되었다고 설명하였다. 이 주장에 따르면, 마리아의 기원이 되는 물질 자체도 순수하고 거룩하다고 여겨졌다. 이러한 관점은 순결한 능동잉태(immaculate active generation)와 육체적 수태의 신성함(conceptio carnis)을 강조하였으며, 일부 서방 교부들 사이에서도 공감을 얻었다. 그러나 그리스 교부들은 무염시태에 대해 명시적으로 논의하지 않았다.
431년 에페소 공의회에서 마리아는 하느님의 어머니라는 교의가 선포된 후, 콘스탄티노폴리스 총대주교 성 프로클로는 저서를 통해 하느님은 마리아를 흠 없이 창조했다고 밝혔다. 로마노 멜로도는 마리아를 예수와 마찬가지로 순수한 양으로 묘사했다. 콘스탄티노폴리스의 제르마노는 마리아를 ‘온전히 거룩하신 분(Panaghia)’이라고 불렀다. 크레타의 안드레아는 “하느님의 어머니이시며 모든 그리스도인의 일상적인 피난처이신 성모님은 우리 원조들의 타락으로부터 자유롭게 된 첫 번째 인간이시다. 성모님의 전 생애는 흠 없고 죄 없는 상태였다.”고 가르쳤다.
서방에서는 동방 수도자들에 의하여 잉글랜드에 전래되어 1060년경 마리아의 잉태 축일이 경축되었고, 나중에는 마리아의 원죄 없는 잉태 축일로 발전되어 서유럽 전체로 확산되기에 이르렀다.
히포의 성 아우구스티노는 “하느님의 명예를 위해서 복되신 동정 마리아께는 그 어떠한 죄도 침범할 수 없었다.”고 말하였으며, 밀라노의 성 암브로시오는 “마리아께서는 단지 순결한 여인이실 뿐만 아니라 은총을 받아 더럽혀지지 않았으며, 미소한 흠도 없는 분이시다.”라고 말하였다. 서방 교회 인물들 중에서 마리아의 ‘성화(聖化)’와 ‘원죄 없는 잉태’ 교리를 처음으로 체계적으로 논문으로 제시한 인물은 캔터베리 대주교 성 안셀모의 동료이자 전기작가로 더 잘 알려진 에드머이다. 그는 나중에 대주교의 조카인 소안셀모에 의해 일반 대중에게 널리 알려지게 되었다.
그러나 클레르보의 성 베르나르도와 성 토마스 데 아퀴노 등 몇몇 걸출한 위인들은 마리아가 다른 모든 인간들과 마찬가지로 원죄를 지닌 채 잉태되었으며, 다만 나중에 모태 안에서 정화되어 원죄가 사해졌다고 보았다. 웨어의 윌리엄, 복자 요한 둔스 스코투스 등은 이러한 의견에 반대하여, 마리아가 잉태된 첫 순간부터 원죄가 사해졌다는 무염시태 가르침을 고수하였다.

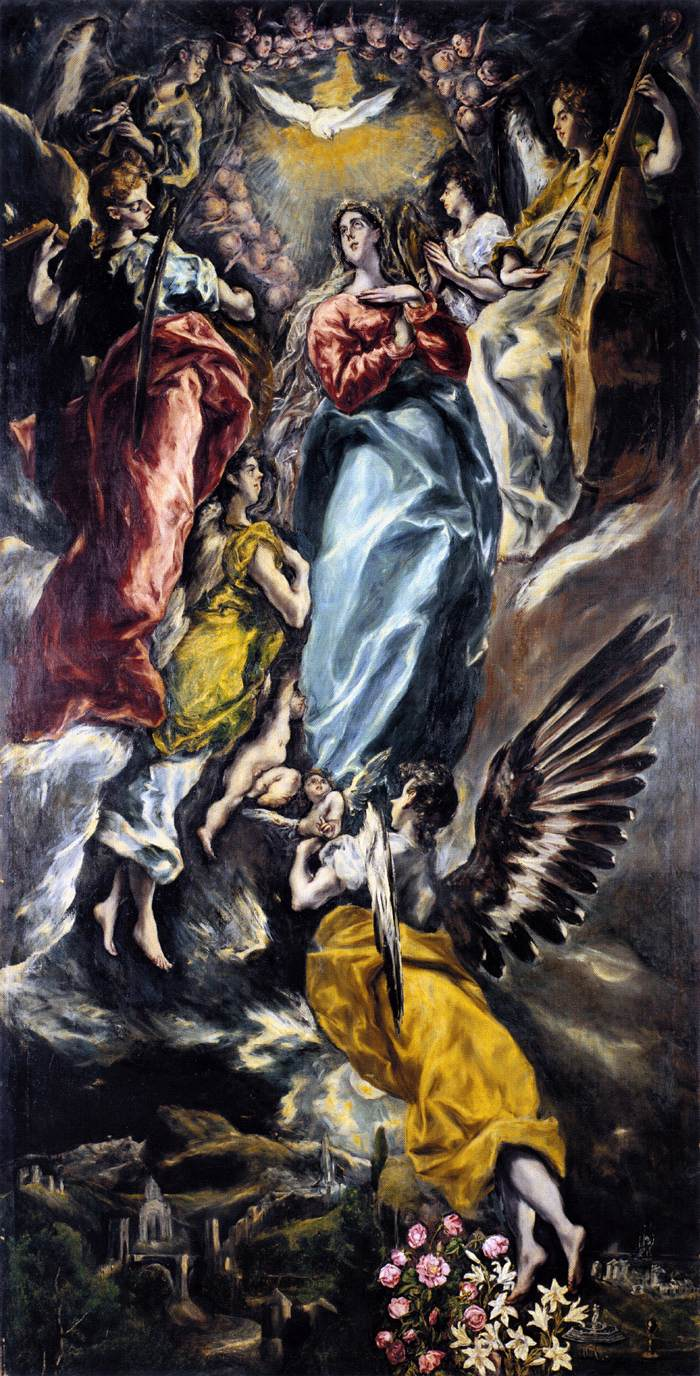
엘 그레코의 원죄 없이 잉태되신 동정 마리아.

동방에서는 이미 초창기부터 널리 퍼져있던 마리아가 원죄 없이 잉태되었다는 개념은 12세기에 들어서면서 서방에서도 본격적으로 전파되기 시작하였다. 도미니코회는 마리아의 완벽한 성덕과 무죄함은 인정했지만, 원죄 없이 잉태되었다는 것에는 반대하였다. 왜냐하면 이는 예수 그리스도의 구원의 보편적 능력을 삭감하는 것이라 간주했기 때문이다. 이에 대응하여 프란치스코회는 둔스 스코투스가 주장한 선행구속론(先行救贖論)으로 맞서 마리아의 원죄 없는 잉태 교리의 기반을 구축하였다. 나중에는 가르멜회와 아우구스티노회도 프란치스코회의 주장에 동조하며 무염시태 교리를 옹호하고 나섰다. 결국 마리아가 원죄 없이 잉태되었다는 교리를 두고 가톨릭 신학자들 간에 논쟁이 본격적으로 일어나기 시작하였다.
시간이 흐를수록 교회일치를 위한 신학 논쟁이 치열해지고 무염시태를 반대하는 도미니코회원들과 무염시태를 옹호하는 프란치스코회원들 간에 대결과 충돌이 갈수록 거세어지자, 처음에는 그저 중립을 유지한 채 관망만 하던 교황청도 교화 안의 평화를 위해 결국 개입하기로 하였다. 교황 식스토 4세는 교황 헌장을 잇달아 반포하면서 앞으로 마리아의 원죄 없는 잉태에 관하여 논쟁하거나 상대를 서로 단죄하지 못하도록 엄금하였다. 그러나 1476년 그는 원죄 없이 잉태된 마리아 축일을 인가했다. 교황 인노첸시오 8세는 ‘원죄 없이 모태에 배이신 자’로 마리아를 호칭하는 것을 승인했다.
교황 성 비오 5세는 마리아의 특권을 부인한 미하엘 바이우스를 정죄하고, 1568년에 원죄 없으신 잉태된 마리아에 대한 성무일도 전례문을 작성함으로써 마리아의 특권을 지지하였다. 교황 바오로 5세는 마리아의 원죄 없는 잉태에 대한 가르침에 반대하여 공공연하게 말하는 것은 무엇이나 다 금지했으며, 교황 그레고리오 15세는 어떤 형태로든 사적으로 마리아의 원죄 없는 잉태를 비난하는 것을 금지했으며, 교황 알렉산데르 7세는 마리아를 죄 없는 여인으로 불렀다. 역대 교황들의 이러한 행보는 1854년 교황 복자 비오 9세가 동정 마리아의 원죄 없는 잉태를 교의로 선포하는 전초가 되었다.
트리엔트 공의회(1545-1563)는 원죄의 일반성을 다루면서 여기에 하느님의 어머니를 포함시켜서 이해하는 것을 원하지 않는다고 분명하게 선언하였다. 공의회 교부들의 이러한 결의는 원죄의 보편성에서 제외되는 유일한 예외로서 마리아를 암묵적으로 인정한 것이며, 그녀가 원죄 없이 잉태된 유일한 인간이라는 것을 의미하는 것이다.
1854년 12월 8일 교황 복자 비오 9세는 1851년부터 1853년까지 세계 모든 가톨릭 주교들의 자문을 받아 초대 교회 때부터 이어져온 로마 가톨릭 신자들의 성모 신심과 봉헌, 교부들의 증언, 그리고 이를 뒷받침하는 성경 구절을 근거로 하여 회칙 《형언할 수 없는 하느님》(Ineffabilis Deus)을 반포함으로써 마리아가 원죄 없이 잉태되었음을 로마 가톨릭교회의 믿을 교의로 선포하였다.
그러므로 본인은 하느님 아버지께서 성령의 능력으로 본인의 마음을 이끄시어 굳건하게 해 주시도록 하기 위하여 당신의 아드님을 통하여 하느님 아버지께 겸손과 단식 안에서 본인의 사적 기도와 나누임이 없으신 성삼위의 영광과 동정이신 하느님의 어머니의 영광과 영예를 위하고, 가톨릭 신앙의 칭양과 기독교인 신심의 성장을 위하여 우리 주 예수 그리스도와 복되신 베드로와 바오로 그리고 본인의 권위로 지극히 복되신 동정 마리아께서는 그녀의 잉태 첫 순간에 전능하신 하느님의 단일한 은총과 특전으로 인류의 구세주 예수 그리스도의 공로를 미리 입어 원죄의 물듦에서 깨끗이 보호되셨다는 교리는 하느님으로부터 계시되었으므로 모든 신자들로부터 굳건하고 영구히 신봉되어야 함을 선언하고 선포하며 정의하는 바이다.
동정 마리아의 원죄 없는 잉태 교의는 1870년 제1차 바티칸 공의회에서 정의된 교황 무류성의 해당 조항에 따라 선포되었다. 따라서 가톨릭 신자라면 누구나 이 교의를 굳게 믿어야 한다.
로마 가톨릭교회에서 마리아의 원죄 없는 잉태를 믿을 교의로 반포한 지 4년이 지난 후인 1858년 루르드의 성모 발현으로 무염시태 교의는 사실상 진실로 입증한 셈이 되었다. 프랑스 루르드에서 14세의 소녀 베르나데트 수비루에게 한 아름다운 귀부인이 나타나 그 지방언어로 “나는 원죄 없는 잉태다.”라고 말하였다. 당시 베르나데트는 원죄 없는 잉태라는 말이 무슨 뜻인지를 이해하지 못했다. 가톨릭 신자들은 이 귀부인이 바로 성모 마리아라고 믿고 있다.

## 교의의 근거

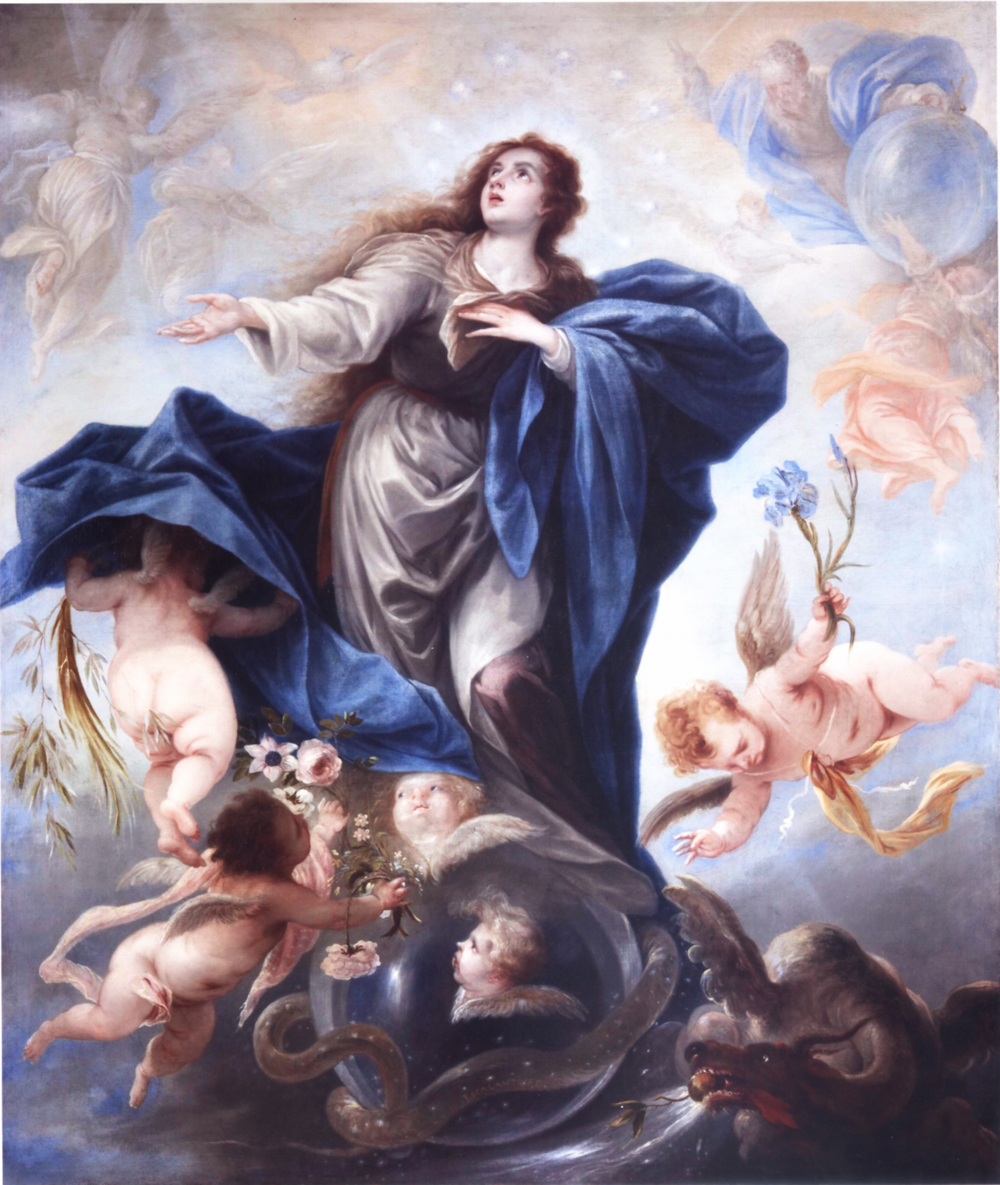
후안 안토니오 에스칼란테의 원죄 없이 잉태되신 동정 마리아.

마리아의 원죄 없으신 잉태 교의의 근거 가운데 하나로 꼽히는 성경 구절은 하느님이 뱀에게 “나는 너와 그 여자 사이에, 네 후손과 그 여자의 후손 가운데 적개심을 일으키리니 여자의 후손은 너의 머리에 상처를 입히고 너는 그의 발꿈치에 상처를 입히리라.”라고 말한 창세기 3장 15절이다.
일반적으로 기독교 전승은 여기서 언급된 ‘뱀의 후손’은 사탄을, ‘여자의 후손’은 예수 그리스도를 지시하는 것으로 이해하고 있다. 그렇다면 ‘여자의 후손’이라는 구절에서 이 ‘여자’는 누구인가? 본문의 내용을 있는 그대로 보면 그 ‘여자’는 하와로 볼 수 있다. 하지만 기독교 전승은 ‘여자’가 단순히 하와만이 아니라, 그녀의 후손인 어느 여자를 지시할 수 있다고 보고 있다. ‘여자의 후손’이라는 표현에서 ‘여자’라는 단어는 사탄을 의미하는 뱀의 머리에 상처를 입히는 자의 어머니인 여인이다. 사탄의 머리를 짓밟는 자의 어머니로서 이 여인은 내용상으로 하와와 거리가 멀다. 하와는 사탄의 유혹에 굴복했기 때문이다. 사탄을 쳐 이긴 후손을 예수 그리스도라고 해석한다면, 이 여인이 예수의 어머니인 마리아라는 것을 부인할 수 없다. 그래서 가톨릭 교회 전승은 이 여인을 성모 마리아로 해석하고 있다. 이는 예수가 자기 어머니를 여자와 같은 말인 “여인이시여.”라고 불렀다는 점만 봐도 알 수 있다.
여자의 후손이 뱀의 머리에 상처를 입힐 것이라는 말은 그리스도가 사탄을 제압한다는 것을 의미한다. 또한 하느님은 여자와 뱀, 곧 마리아와 사탄 사이에도 적개심을 일으키겠다고 말하였다. 다시 말해서 하느님은 그리스도와 사탄 사이에 적개심을 일으키듯이, 똑같은 방법과 수단으로 마리아와 사탄 사이에도 적개심을 일으키겠다고 말하였다. 그런즉 마리아가 어찌 한순간인들 사탄과 화해할 수 있었겠는가. 만일 마리아가 잠시라도 원죄에 물들었다면 이는 곧 마리아가 사탄의 종이 되었다는 말이다. 그렇게 되면 마리아는 원죄를 짓게 한 사탄과 원수가 될 자격이 없게 되며, 그렇다면 창세기 3장 15절의 하느님의 말씀은 아직도 이루어지지 않은 것이 된다. 따라서 하느님의 말씀이 이루어지기 위해서 마리아는 뱀으로 인하여 파괴된 인간의 고귀한 영혼의 상태, 다시 말해 성화의 은총 안에 영원히 머물러야 한다. 마리아가 잉태된 첫 순간부터 지속적으로 하느님의 은총과 결합되어 있었다고 보는 것이 그녀와 사탄 사이의 반목을 충분히 설명할 수 있다.

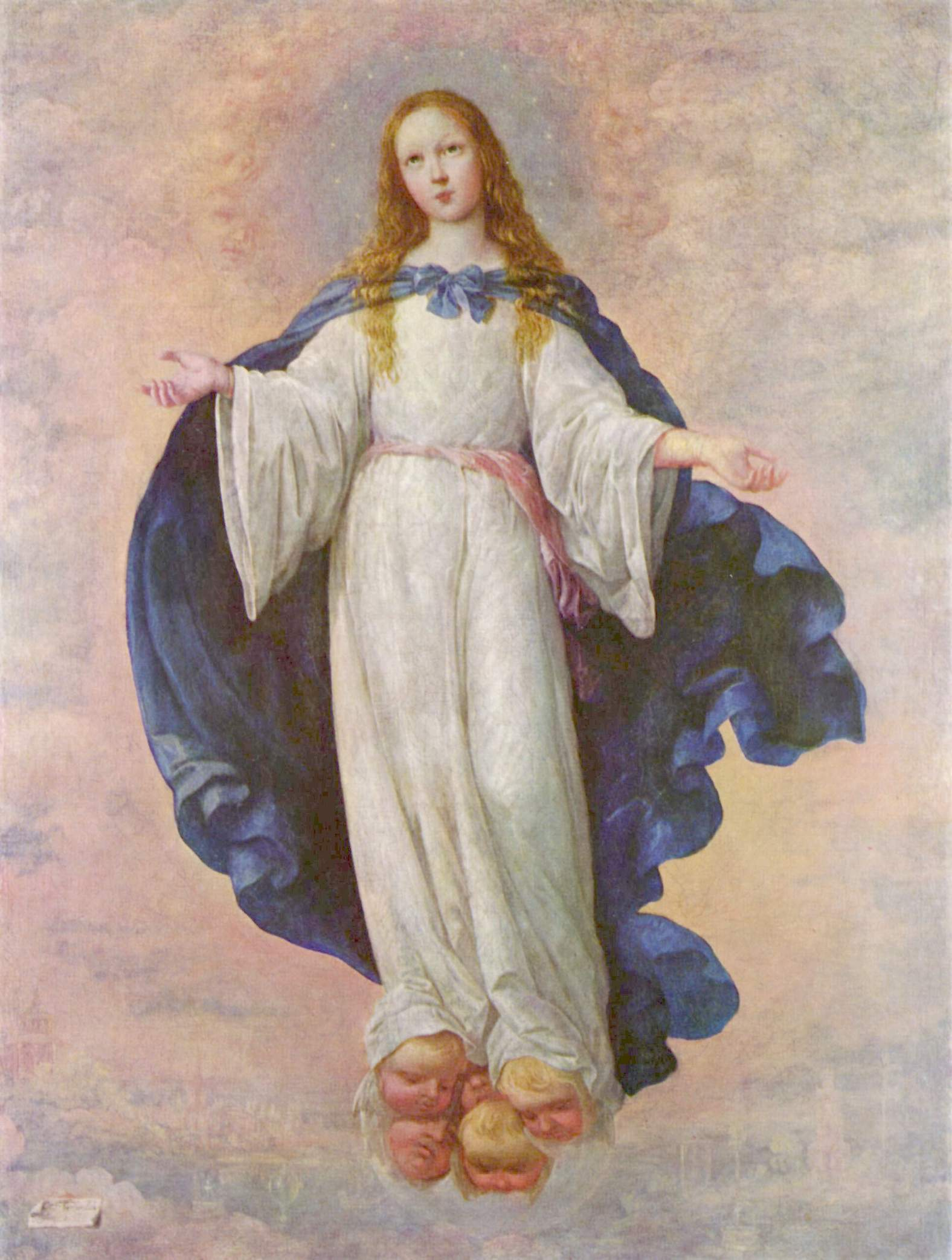
프란시스코 데 수르바란의 원죄 없이 잉태되신 동정 마리아.

예수는 자신이 율법을 폐지하러 온 것이 아니라 오히려 완성하러 왔다고 말하였다. 그리고 십계명 중에 제4계명으로 “아버지와 어머니를 공경하여라.”라는 계명이 있다. 루카 복음서를 보면 “예수님은 부모에게 순종하며 지냈다.”라는 구절이 언급되어 있는데, 이는 예수가 제4계명을 충실히 따랐다는 사실을 입증한다. 그런데 그런 예수가 자기를 낳아주고 길러준 어머니가 죄의 상태에 놓이는 것을 용인하고, 결국 그녀를 불명예스러운 죄인으로 만들었다고는 생각할 수 없다.
고려해야 할 또 다른 점은 예수는 자신의 어머니를 누구로 정할지 자유로운 선택권을 가진 유일한 사람이었다는 것이다. 옛날에는 임금의 부인을 선택할 때 가문이 좋은 집안에서, 가장 깨끗하고 가장 아름다운 여자를 골랐다. 앞으로 태어날 임금을 위하여 그 어머니는 흠도 티도 없는 여자라야만 했다. 그와 마찬가지로 하느님의 아들인 예수의 어머니가 될 여자는 얼마나 깨끗하고 흠 없는 여자여야 하겠는가? 예수는 그런 흠도 티도 없는 여인을 선택하였는데, 그 여인이 바로 마리아다. 그리고 예수는 그야말로 완벽한 아들로서 자신의 어머니에 대한 사랑이 여느 자식들보다 더 깊었다. 어머니에 대한 사랑이 지극한 아들로써 예수는 결코 자신의 어머니가 사탄의 지배 아래 단 한순간이라도 놓이도록 하지는 않았을 것이다. “정녕 주 하느님은 태양이고 방패이시며 주님께서는 은총과 영광을 베푸십니다.” (시편 84,12)
성 아우구스티노는 예수의 어머니 마리아가 죄인이라고 말하는 것은 예수에게 죄를 짓는 것이라고 말하면서 원죄 없는 잉태 교의를 합당하고 친숙한 문맥으로 기술했다. 성 아우구스티노는 “마리아를 제외한 모든 사람이 죄를 짓는다. 그러므로 우리가 죄에 대해서 이야기할 때, 주님의 영광을 위해서 추호도 마리아를 죄와 연관지어 말하는 일이 없기를 바란다. 죄를 거슬러 완전한 승리를 거두기 위해서 얼마나 큰 은총이, 죄를 빼고는 모든 것을 받아들이신 분을 잉태하고 기르신 마리아께 내렸는지 우리가 도대체 알 수가 있겠는가?”라고 말했다.
성모 영보 사건에서도 마리아가 죄와는 전혀 무관한 사람이었다는 사실을 알 수 있다. 이는 천사 가브리엘이 마리아에게 나타나 건넨 인사가 나오는 루카 복음서 1장 28절을 보면 분명하다. 천사는 하느님의 전령으로서 결코 자신의 의지로 말을 한 것이 아니라, 하느님으로부터 직접 받은 메시지를 그녀에게 전해주었다. 천사는 마리아에게 다음과 같이 말하였다. “은총이 가득한 이여, 기뻐하여라. 주님께서 너와 함께 계시다.” 여기서 “은총이 가득하다”라는 말은 그리스어 본문에서는 “kecharitomene”라고 표현되어 있다. 이는 곧 마리아는 하느님의 은총으로 가득했기 때문에 죄가 자리잡을 여지가 전혀 없었다는 말이다.
“kecharitomene”는 동사 “charitoo”의 수동태 분사 완료이다.
간혹 어떤 이들은 성 스테파노가 신앙을 위해 순교하기 직전 하느님의 은총을 충만히 받았다는 사도행전 6장 8절을 제시하며 루카 복음서의 기록을 마리아만 특별히 하느님의 은총을 받은 것이라고 볼 수 없다는 반론을 제시하기도 한다. 그러나 성 스테파노의 순교 장면을 묘사할 때 사용한 은총이 충만하다는 말은 루카 복음서에게 천사가 마리아에게 전한 은총이 가득하다는 말은 전혀 다른 말이다. 그리스어 본문에서 성 스테파노를 묘사할 때 사용한 은총이 충만하다는 말은 “charitoo”의 동사변화 “charitos”이며, 마리아에게 건넨 천사의 인사에 언급된 “kecharitomene”와는 전혀 다른 말이다.
“나의 애인이여, 그대의 모든 것이 아름다울 뿐 그대에게 흠이라고는 하나도 없구려.”라는 내용의 아가 4장 7절도 마리아의 원죄 없는 잉태 교의를 암시하는 성경적 근거 가운데 하나로 제시되고 있다. 불가타 성경에는 이 구절이 “Tota pulchra es, amica mea, et macula non est in te.”라고 나와 있는데, 여기서 “macula”는 라틴어로 흠 또는 더러움, 얼룩 등을 뜻하는 단어이다.

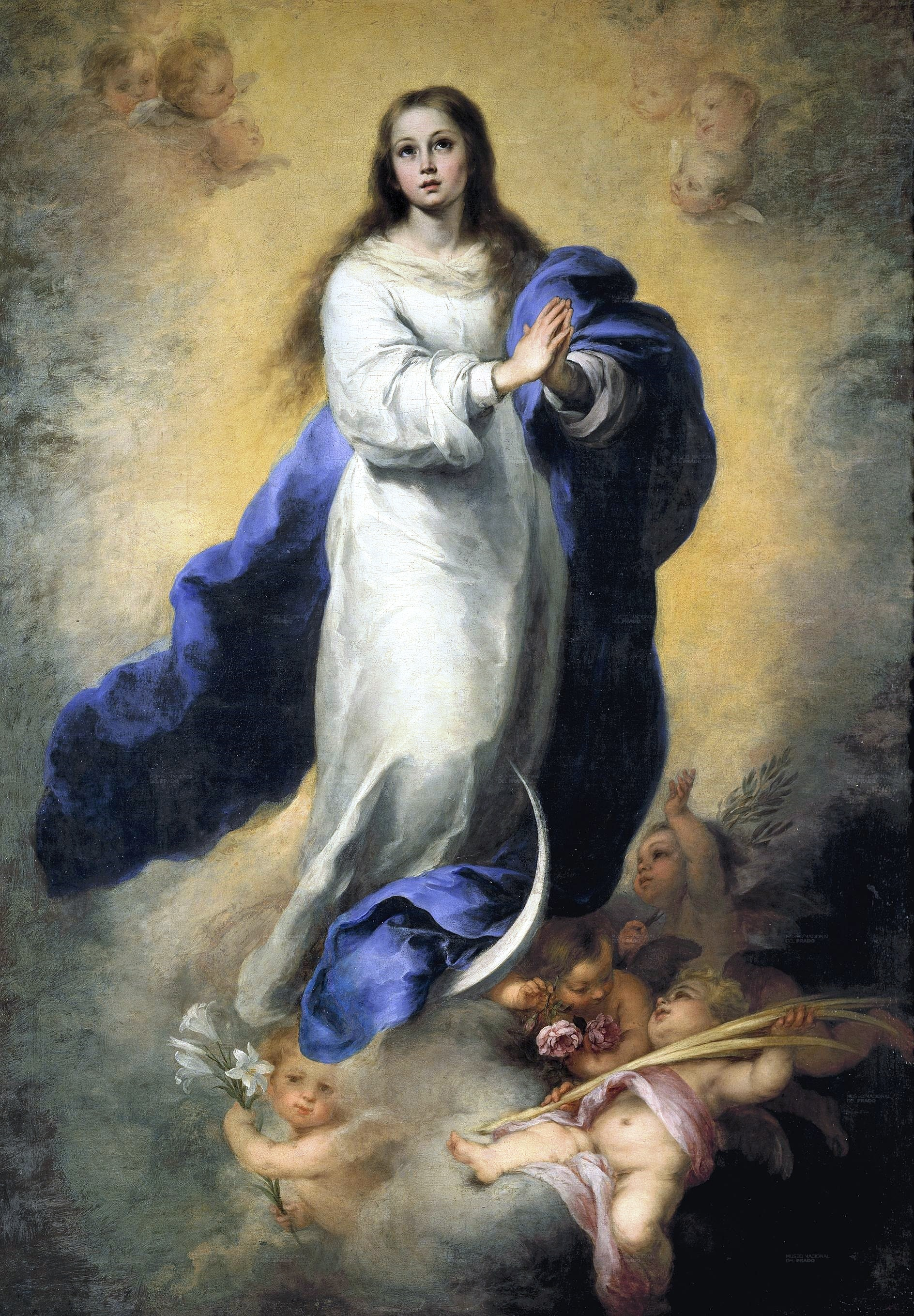
바르톨로메 에스테반 무리요의 원죄 없이 잉태되신 동정 마리아.

초대 교회의 교부들은 마리아를 하와와 대비시켰다. 성 유스티노는 “뱀으로 말미암아 빚어진 불순종을 그것이 시작되던 때와 똑같은 방식으로 없애 버리기 위해서 그리스도께서 마리아에 의해 사람이 되셨다. 하와는 동정녀요 정결한 사람이었으나 뱀의 말을 받아들임으로써 불순종과 죽음을 가져왔다. 그러나 동정 마리아는 가브리엘 대천사가 말씀의 성령께서 그에게 임하시고 가장 높으신 분의 능력이 그를 그느르실 것이며, 그리하여 하느님의 아들을 잉태하는 거룩한 일이 이루어지리라는 기쁜 소식을 전했을 때 믿음으로 기꺼이 받아들였다. 그리하여 마리아를 통해 하느님의 아들이 태어나셨는데, 우리가 보아 온 것처럼 많은 성경들이 그분에 대해서 말하고 있고, 그분을 통해서 하느님께서는 뱀과 그 뱀을 좋아하는 천사들이며 사람들을 쳐부수신다.”라고 말하며 마리아를 새 하와라고 불렀다. 테르툴리아노도 그와 비슷한 주장을 내세웠다. “하와가 뱀의 말을 믿었던 것처럼, 마리아도 천사의 말을 믿었다.” 성 이레네오는 “동정녀 하와가 자신의 불신앙으로 묶어 놓은 매듭은 동정녀 마리아의 믿음으로 풀어졌다. 그리하여 성모님은 당신 자신을 포함한 모든 인류의 구원의 원인이 되셨다.”라고 주장하였다. 성 예로니모는 “하와를 통해서 세상에 죽음이 들어왔지만, 마리아를 통해서 세상에 생명이 들어왔다.”라고 말하였다. 교부들이 이렇게 하와와 마리아를 비교하고 대비한 것은 그리스도와 아담에 대한 성 바오로의 논고를 따른 것이다. 성 바오로는 로마 신자들에게 보낸 서간 5장에서 “한 사람(아담)을 통하여 죄가 세상에 들어왔고 죄를 통하여 죽음이 들어왔듯이, 그리스도를 통하여 하느님의 은총과 생명이 들어왔다.”라고 말하면서 아담은 그리스도의 예형이라고 말하였다. 이러한 맥락에서 교부들은 하와와 마리아를 대비시킨 것이다.
존 헨리 뉴먼 추기경은 마리아의 원죄 없는 잉태는 새로운 하와로서의 역할을 위해 중요하고도 당연한 결과였다고 가르쳤다. 그는 “우리가 은총이라고 부르는 내제된 윤리적 선물에 의해 하와가 인성을 초월해서 자랐다면, 마리아는 더욱 위대한 은총을 입으셨다고 말하는 것이 과연 경솔한 일인가? 하와가 인간 존재가 되는 첫 순간부터 이 초자연적인 내면의 은혜를 받았다면, 마리아 역시 인간 존재가 되신 바로 그 순간부터 이 은혜를 받으셨다는 것을 부인하는 일이 과연 가당키나 한가?”라고 물었다.
둔스 스코투스는 마리아가 원죄로부터 면제될 수 있는 세 가지 가능성을 제시하였다. 첫째, 하느님은 마리아를 결코 한 순간도 원죄의 지배하에 있지 않게 할 수 있다. 둘째, 마리아를 어느 한순간만 원죄의 지배하에 있게 할 수 있다. 셋째, 어느 시기가 지난 다음 마리아를 원죄로부터 성화시킬 수 있다. 이 세 가지 가능성에서 모든 것을 다 이룰 수 있는 전지전능한 하느님은 과연 무엇을 선택하겠는가 질문하고, 하느님은 가장 좋은 것을 마리아에게 이루었음을 확신한다. 당시 유명한 중세기의 공식이 있다. “하느님께서는 하실 수 있으셨고, 원하셨으며, 따라서 하셨다. (Potuit, voluit, fecit)”는 것이다.

## 같이 보기
- 성모 영보
- 성모 승천
- 원죄
- 원죄 없이 잉태되신 동정 마리아 대축일
- 평생 동정인 마리아
- 테오토코스